# Hitchiti
Hitchiti.- /od Atcik-hata,  "to look upstream"/ Indijansko pleme jezične porodice Muskhogean, jedno je od plemena konfederacije Creek, čiji je rani dom bio sjeverno od današnje Floride. 
Pod imenom Hitchiti spominje se prvi puta 1733. godine kada su dva njihova izaslanika zabilježena kao pratnja poglavica Lower Creeka u susretu s guvernerom Jamesa Oglethorpea u Savannahu. Može ih se identificirati u kronikama Hernanda de Sota, a to područje poznato pod imenom Ocute, koje se nalazilo na ili blizu donjeg toka rijeke Ocmulgee u Georgiji. Hitchitije kasnije nalazimo kod današnjeg Macona, gdje su označeni na ranim engleskim mapama, a kasnije, oko 1715., najprije na rijeci Chattahoochee, u okrugu Henry, a kasnije na područje današnjeg okruga Chattahoochee u Georgiji. Koasati su ih nazivali “At-pasha-shliha” ili zli ljud ("mean people." )
Hitchiti će sudjelovati u stvaranju plemena kojega će povijest zabilježiti pod imenom Seminole. Kada je izvjesni Hawkins posjetio Hitchitije 1799. oni su imali tek 2 naselja, to su Hitchitoochee (Kod Swantona) ili Hitchitudshi (kod Hodge), odnosno Little Hitchiti, na Flint riveru, u kraju gdje joj se pridružuje pritok Kinchafoonee creek, i Tuttallosee (Tutalosi), uz istoimeni potok, možda u okrugu Lee ili Terrell u Georgiji.
Godine 1832. čitava Hitchiti populacija iznosila je tek 381. Pleme će zajedno ostalim Creekima 1838. biti preseljeno u Oklahomu gdje su se integrirali u Creek populaciju.

## Jezik
Jezik Hitchitija prelazio je granice njihovog teritorija, pa se govorio i kod susjednih plemena.

## Vanjske poveznice
- Hitchiti  Arhivirana inačica izvorne stranice od 24. travnja 2019. (Wayback Machine)
- Hitchiti Indian Language